# Masau de Baixo
Masau de Baixo (ehemals indonesisch Masau Bawah, deutsch „Nieder-Masau“) ist ein Ortsteil der osttimoresischen Landeshauptstadt Dili. Er liegt im Norden des Sucos Becora (Verwaltungsamt Cristo Rei, Gemeinde Dili) und entspricht in etwa der Aldeia Au-Hun, die 2015 eine Einwohnerzahl von 4637 hatte.
Masau de Baixo befindet sich im nördlichen des dreigeteilten Territoriums Becoras und bildet seine nördliche Spitze. Südlich verläuft die Avenida de Becora. Im Westen liegt das Flussbett des Bemori und östlich das Flussbett des Benamauc. Beide Flüsse treffen an der Nordspitze von Masau de Baixo zusammen und fließen als Mota Claran weiter nach Norden. Die Flüsse führen nur in der Regenzeit Wasser.
Im Südwesten von Masau de Baixo befindet sich der Markt von Becora.